# Юньян (Шиянь)
Юнья́н (кит. упр. 郧阳, пиньинь Yúnyáng) — район городского подчинения городского округа Шиянь провинции Хубэй (КНР).

## История
Во времена империи Хань в этих местах существовал уезд Чанли (长利县). После образования империи Цзинь уезд в 284 году получил название Юнсян (郧乡县). После монгольского завоевания и образования империи Юань уезд был в 1277 году переименован в Юньсянь (郧县).
Во времена империй Мин и Цин эти земли были подчинены властям Юньянской управы (郧阳府). После Синьхайской революции в Китае была проведена реформа структуры административного деления, в результате которой управы были упразднены.
Во время гражданской войны эти земли к концу 1940-х годов оказались под контролем коммунистов, и в 1948 году был создан Специальный район Сыди (四地专区), подчинённый Южно-Шэньсискому бюро КПК; уезд вошёл в состав специального района. В 1949 году Специальный район Сыди был переименован в Специальный район Лянъюнь (两郧专区). В 1950 году Специальный район Лянъюнь был передан из провинции Шэньси в провинцию Хубэй, где получил название Специальный район Юньян (郧阳专区). В 1952 году Специальный район Юньян был присоединён к Специальному району Сянъян (襄阳专区).
В 1965 году Специальный район Юньян был воссоздан. В 1969 году урбанизированная часть уезда Юньсянь была выделена в город Шиянь. В 1970 году Специальный район Юньян был переименован в Округ Юньян (郧阳地区). 
В 1994 году решением Госсовета КНР город Шиянь и округ Юньян были объединены в городской округ Шиянь.
В 2014 году был расформирован уезд Юньсянь, а вместо него был образован район городского подчинения Юньян.

## Административное деление
Район делится на 16 посёлков и 3 волости.